# Ilija Garašanin
Ilija Garašanin, właśc. Ilija Savić (ur. 16 stycznia?/28 stycznia 1812 w Garaši, zm. 10 czerwca?/22 czerwca 1874 w Belgradzie) – serbski polityk, dwukrotny premier Księstwa Serbii, jeden z twórców serbskiej ideologii narodowej (panserbizm).

## Życiorys
W młodości uzyskał doskonałe wykształcenie. W 1834 został urzędnikiem celnym, trzy lata później oficerem. W toku rywalizacji między rodzinami Obrenoviciów i Karadziordzieviciów początkowo znajdował się w pierwszym obozie, udając się na emigrację po abdykacji Miłosza I Obrenovicia, następnie jednak wziął udział w obaleniu Michała Obrenovicia, co otworzyło mu drogę do rządu Aleksandra Karadziordziewicia. W 1843 objął funkcję ministra spraw wewnętrznych, zaś w 1852 został ministrem spraw zagranicznych i premierem. Jako minister spraw wewnętrznych znacząco przyczynił się do modernizacji Serbii, reformy policji i administracji państwowej.
W 1844 opracował dokument zatytułowany Načertanije (pol. Szkic), w którym przedstawił zasady, jakimi powinna kierować się Serbia w swojej długoterminowej polityce. Zakładał w nim upadek Turcji Osmańskiej oraz Imperium Habsburgów i twierdził, że to Serbia, jako najsilniejsze państwo południowosłowiańskie, zajmie ich miejsce na Bałkanach. Zakładał również, że Serbowie powinni stanąć na czele buntu chrześcijan pod władzą turecką, co w efekcie – przy upadku Turcji – miało doprowadzić do budowy zjednoczonego państwa Słowian południowych zdominowanego przez Serbów. Dokument ten powstał pod znaczącym wpływem polskich kół emigracyjnych – koncepcji Adama Czartoryskiego i Františka Zacha.
W czasie Wiosny Ludów, Garašanin pragnął zaangażować swój kraj w walkę po stronie Słowian żyjących w Austrii, lecz Aleksander Karadziordziewić nie podjął żadnej aktywności w tym kierunku. W 1853 Garašanin został zdymisjonowany pod naciskiem Rosji, której rząd postrzegał go jako antyrosyjskiego i prozachodniego. Był odpowiedzialny za abdykację Aleksandra w 1858, lecz nie brał udziału w polityce w czasie drugiego okresu rządów Miłosza Obrenovicia.
Funkcję premiera i ministra spraw zagranicznych objął ponownie w 1861, gdy do władzy doszedł Michał Obrenowić. Kontynuował w tym okresie politykę prowadzoną przez siebie w czasie wcześniejszego przebywania w rządzie. Serbia na szeroką skalę wspierała podziemne zbrojne organizacje w Bośni, zamierzając doprowadzić do wybuchu antytureckiego zbrojnego powstania. W 1867 przyczynił się do powstania pierwszej Ligi Bałkańskiej. Zdymisjonowany w 1867, ostatecznie wycofał się z polityki w roku następnym.
Koncepcje polityczne Garašanina były interpretowane jako ważny etap rozwoju nacjonalizmu serbskiego i koncepcji Wielkiej Serbii.